# Fédération internationale de golf
Pour les articles homonymes, voir IGF.
La Fédération internationale de golf, couramment désignée par le sigle anglais IGF pour International Golf Federation, est une association qui regroupe les fédérations nationales de golf dans le monde. Son rôle est de gérer et développer le golf à l'échelon international.
Cette fédération est née en 1958. Son siège est à Lausanne (Suisse).

## Fédération membres
L'IGF rassemble en 2018 151 fédérations nationales .
| Afrique | Amériques | Asie | Europe | Océanie |
| --- | --- | --- | --- | --- |
| - Afrique du Sud South African Golf Association - Afrique du Sud Women's Golf South Africa - Algérie Algeria Golf Federation - Bénin Benin Golf Federation - Botswana Botswana Golf Union - République démocratique du Congo Democratic Republic of Congo Golf Federation - Égypte Egyptian Golf Federation - Gabon Gabon Golf Federation - Gambie Gambia Golf Association - Ghana Ghana Golf Association - Côte d'Ivoire Côte d'Ivoire Golf Federation - Kenya Kenya Golf Union - Libye Libyan Golf Federation - Madagascar Madagascar Golf Federation - Malawi Golf Union of Malawi - Maurice Mauritius Golf Federation - Maroc Royal Moroccan Golf Federation - Namibie Namibia Golf Federation - Nigeria Nigeria Golf Federation - Sénégal Senegal Golf Federation - Seychelles Seychelles Golf Federation - Eswatini Swaziland Golf Union - Tanzanie Tanzania Golf Union - Tunisie Tunisia Golf Federation - Ouganda Uganda Golf Union - Zambie Zambia Golf Union - Zimbabwe Zimbabwe Golf Association | - Argentine Argentina Golf Association - Bahamas Bahamas Golf Federation - Barbade Barbados Golf Association - Bermudes Bermuda Golf Association - Bolivie Bolivian Golf Federation - Brésil Brazilian Golf Confederation - Îles Caïmans Cayman Islands Golf Association - Chili Chilean Golf Federation - Colombie Colombian Golf Federation - Costa Rica Costa Rican Golf Federation - République dominicaine Dominican Golf Federation - Équateur Ecuador Golf Federation - Salvador El Salvador Golf Federation - Canada Golf Canada - Haïti Golf Federation of Haiti - Guatemala Guatemala National Golf Association - Honduras Honduras Golf Association - Jamaïque Jamaica Golf Association - Mexique Mexican Golf Federation - Nicaragua Nicaraguan Golf Association - Panama Panama Golf Association - Paraguay Paraguay Golf Association - Pérou Peruvian Golf Federation - Porto Rico Puerto Rico Golf Association - Sainte-Lucie St. Lucia Golf Association - Trinité-et-Tobago Trinidad and Tobago Golf Association - Îles Turques-et-Caïques Turks and Caicos Islands Golf Association - États-Unis USA Golf - Ukraine Ukrainian Golf Federation - États-Unis United States Golf Association - Uruguay Uruguay Golf Association - Venezuela Venezuelan Golf Federation - Îles Vierges britanniques Virgin Islands Golf Federation | - Afghanistan Afghanistan Golf Federation - Azerbaïdjan Azerbaijan Golf Federation - Bahreïn Bahrain Golf Association - Bangladesh Bangladesh Golf Federation - Cambodge Cambodian Golf Federation - Chine China Golf Association - Chinese Taipei Chinese Taipei Golf Association - Émirats arabes unis Emirates Golf Federation - Kirghizistan Golf Federation in Kyrgyzstan - Hong Kong Hong Kong Golf Association, Ltd. - Inde Indian Golf Union - Indonésie Indonesia Golf Association - Irak Iraqi Golf Federation - Iran Islamic Republic of Iran Golf Federation - Israël Israel Golf Federation - Japon Japan Golf Association - Jordanie Jordan Golf Federation - Kazakhstan Kazakhstan Golf Federation - Corée du Sud Korea Golf Association - Koweït Kuwait Golf Association - Liban Lebanese Golf Federation - Malaisie Malaysian Golf Association - Mongolie Mongolian Golf Association - Birmanie Myanmar Golf Federation - Arménie National Golf Association of Armenia - Oman Oman Golf Committee - Pakistan Pakistan Golf Federation - Philippines National Golf Association of the Philippines - Qatar Qatar Golf Association - Arabie saoudite Saudi Arabian Golf Federation - Singapour Singapore Golf Association - Sri Lanka Sri Lanka Golf Union - Thaïlande Thailand Golf Association - Ouzbékistan Uzbekistan Golf Federation - Viêt Nam Vietnam Golf Association | - Autriche Austrian Golf Association - Biélorussie Belarusian Sports Public Organization “Golf Federation” - Angleterre British Golf - Bulgarie Bulgarian Golf Association - Croatie Croatian Golf Association - Chypre Cyprus Golf Federation - République tchèque Czech Golf Federation - Danemark Danish Golf Union - Angleterre England Golf - Estonie Estonian Golf Association - Andorre Federació de Golf d'Andorra - Finlande Finnish Golf Union - France Fédération française de golf - Allemagne German Golf Association - Bosnie-Herzégovine Golf Association in Bosnia and Herzegovina - Moldavie Golf Association of Moldova - Serbie Golf Association of Serbia - Slovénie Golf Association of Slovenia - Islande Golf Union of Iceland - Pays de Galles Golf Union of Wales - Irlande Golfing Union of Ireland - Grèce Hellenic Golf Federation - Hongrie Hungarian Golf Federation - Irlande Irish Ladies' Golf Union - Italie Italian Golf Federation - Lettonie Latvian Golf Federation - Liechtenstein Liechtenstein Golf Association - Lituanie Lithuanian Golf Federation - Luxembourg Luxembourg Golf Federation - Macédoine Macedonian Golf Federation - Malte Malta Golf Association - Pays-Bas Netherlands Golf Federation - Norvège Norwegian Golf Federation - Pologne Polish Golf Union - Portugal Portuguese Golf Federation - Monaco Principality of Monaco Golf Federation - Écosse R&A - Roumanie Romanian Golf Federation - Belgique Fédération royale belge de golf - Espagne Royal Spanish Golf Federation - Russie Russian Golf Association - Saint-Marin San Marino Golf Federation - Écosse Scottish Golf Limited - Slovaquie Slovak Golf Association - Suède Swedish Golf Federation - Suisse Swiss Golf Association - Turquie Turkish Golf Federation | - Australie Golf Australia - Fidji Golf Fiji - Îles Cook Cook Islands Golf Association - Guam Guam National Golf Federation - Nouvelle-Zélande New Zealand Golf - Papouasie-Nouvelle-Guinée Papua New Guinea Golf Association - Samoa Samoa Golf Incorporated - Salomon Solomon Islands Golf Federation - Vanuatu Vanuatu Golf Association |